# Johnson County (Kansas)
Johnson County is een county in de Amerikaanse staat Kansas.
De county heeft een landoppervlakte van 1.235 km² en telt 451.086 inwoners (volkstelling 2000). De hoofdplaats is Olathe.

## Bevolkingsontwikkeling

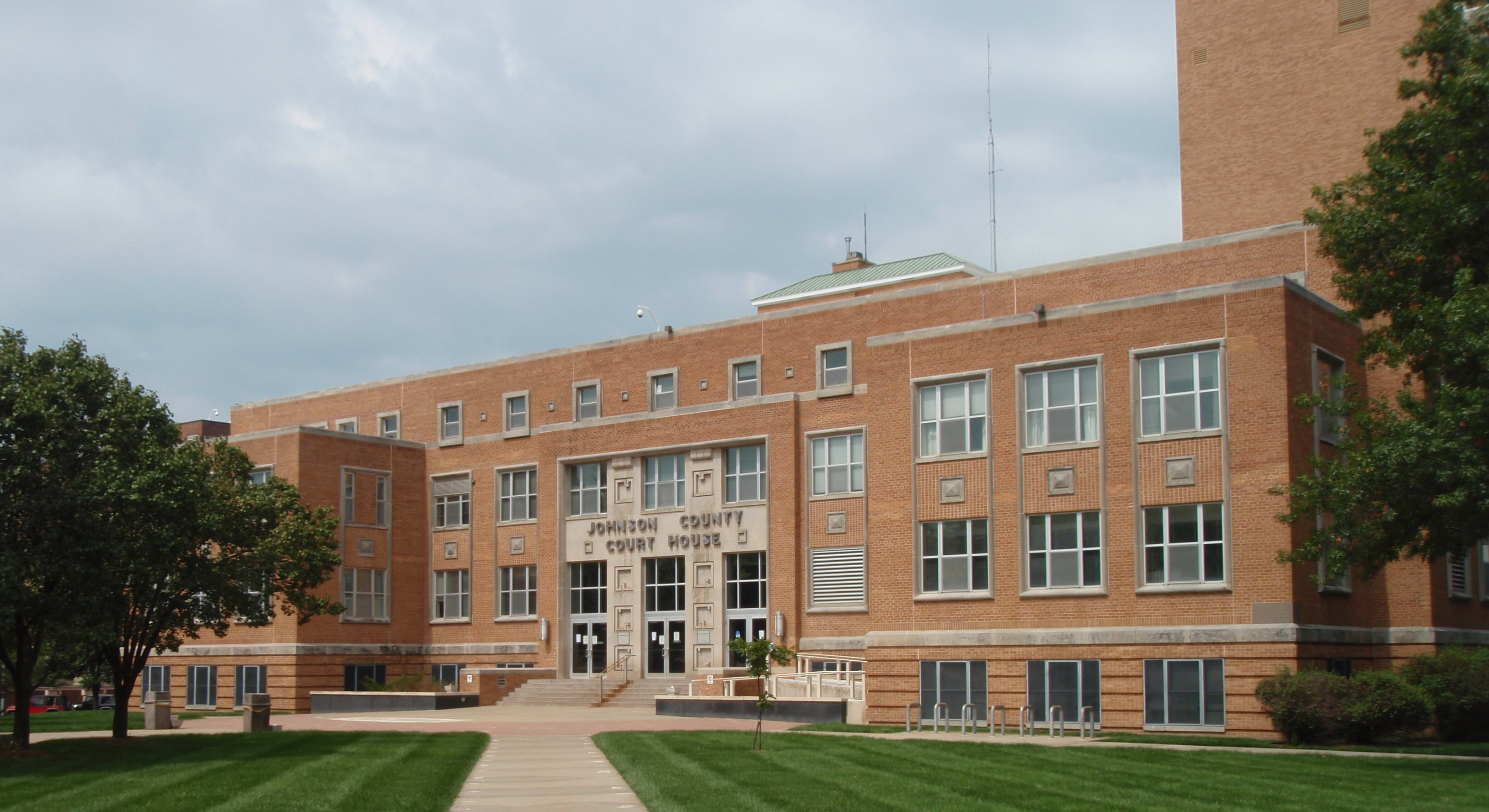
Johnson County Courthouse